# باول نيكلسون
باول نيكلسون (بالإنجليزية: Paul Nicholson)‏ (10 أغسطس 1986 في المملكة المتحدة - ) هو لاعب كرة قدم بريطاني في مركز الوسط. لعب مع Wilmington Hammerheads FC ‏ ونادي سينسيناتي وWest Virginia United ‏ وGPS Portland Phoenix ‏.

## وصلات خارجية
- باول نيكلسون على موقع إي إس بي إن إف سي (الإنجليزية)
- باول نيكلسون على موقع قاعدة بيانات كرة القدم.إي يو (الإنجليزية)